# Peleduj
Il Peleduj (anche traslitterato come Peleduy) è un fiume della Siberia orientale, affluente di sinistra della Lena. Scorre nel Lenskij ulus della Sacha-Jacuzia.
Scorre nella sezione sudoccidentale dell'Altopiano della Lena, dirigendosi dapprima verso sudest, girando successivamente verso nordovest per piegare poi nuovamente a sudest, fino a confluire dopo quasi 400 km di corso nella Lena, nei pressi della cittadina omonima.
I suoi maggiori tributari sono Gadala (117 km) dalla sinistra idrografica, Mulis'ma (127 km) dalla destra.
Il fiume è gelato, mediamente, da ottobre a maggio.